# Leucophenga umbrosa
Leucophenga umbrosa är en tvåvingeart som beskrevs av Bachli 1971. Leucophenga umbrosa ingår i släktet Leucophenga och familjen daggflugor.
Artens utbredningsområde är Uganda. Inga underarter finns listade i Catalogue of Life.